# Ab in die Ewigkeit
Ab in die Ewigkeit (Originaltitel: Happy Birthday to me) ist ein kanadischer Horrorfilm des britischen Regisseurs J. Lee Thompson aus dem Jahr 1981.

## Handlung
Virginia Wainwright überlebt nur knapp einen Unfall, ihre Mutter hatte dabei kein so großes Glück. Von diesem Moment an wird Virginia von seltsamen Halluzinationen geplagt. In ihrer neuen Schule wird sie von ihren Mitschülern gut aufgenommen. Die Clique nennt sich die „Top Ten“, die jede Menge Unruhe stiftet und jeden Abend in dem kleinen Lokal am Hafen namens „Old-In“ feiert.
Doch zur gleichen Zeit schleicht auch ein unheimlicher Killer in der Schule herum, dem bald die erste der Truppe, Bernadette, zum Opfer fällt. Virginia wird immer mehr von ihrer Vergangenheit eingeholt. Ihr Arzt und helfender Freund Dr. David Faraday glaubt sie geheilt. Bald weiß Virginia nicht mehr, was Realität und Traum ist. Bald hält sie sich selbst für den Mörder. Doch am Ende kommt alles anders. Eine ihrer Freundinnen hat sich eine Maske aufgesetzt, die aussieht wie Virginia. Aus Eifersucht wegen des gemeinsamen Vaters will sie auch Virginia aus dem Weg räumen, die ihr im letzten Moment noch den Spieß umdrehen kann.

## Kritik
„Aus Versatzstücken des Horrorfilms und Thrillers zusammengesetzter Schocker, unnötig drastisch und blutrünstig inszeniert, mit ein paar Variationen vertrauter Motive.“

„Altstar Glenn Ford wird in diesem billigen Schocker gnadenlos verheizt.“